# The Discoverie of Witchcraft
The Discoverie of Witchcraft (literalmente: "A Descoberta da Bruxaria") é um livro publicado pelo jurista britânico Reginald Scot em 1584, com o propósito de expôr os métodos usados pelos bruxos medievais. Trata-se do primeiro livro em língua inglesa com explicações sobre truques de ilusionismo.